# Virginia Slims of Columbus 1973
Il Virginia Slims of Columbus 1973 è stato un torneo di tennis giocato sulla terra verde. È stata la 2ª edizione del torneo, che fa parte del Virginia Slims Circuit 1973. Si è giocato al Columbus Country Club di Columbus negli USA dal 24 al 30 settembre 1973.

## Campionesse

### Singolare
Chris Evert ha battuto in finale  Margaret Court per walkover

### Doppio
Françoise Dürr /  Betty Stöve hanno battuto in finale  Mona Guerrant /  Pam Teeguarden con il punteggio di 7–5, 7–5